# Microctenopoma ansorgii
Microctenopoma ansorgii är en fiskart som först beskrevs av George Albert Boulenger 1912.  Microctenopoma ansorgii ingår i släktet Microctenopoma och familjen Anabantidae. IUCN kategoriserar arten globalt som livskraftig. Inga underarter finns listade i Catalogue of Life.